# Dziura w Krzesanicy II
Dziura w Krzesanicy II – jaskinia w Dolinie Miętusiej w Tatrach Zachodnich. Wejście do niej znajduje się w Dolinie Mułowej, w górnej części północnej ściany Krzesanicy, 40 metrów od szczytu, na wysokości 2103 metrów n.p.m. Długość jaskini wynosi 6 metrów, a jej deniwelacja również 6 metrów.

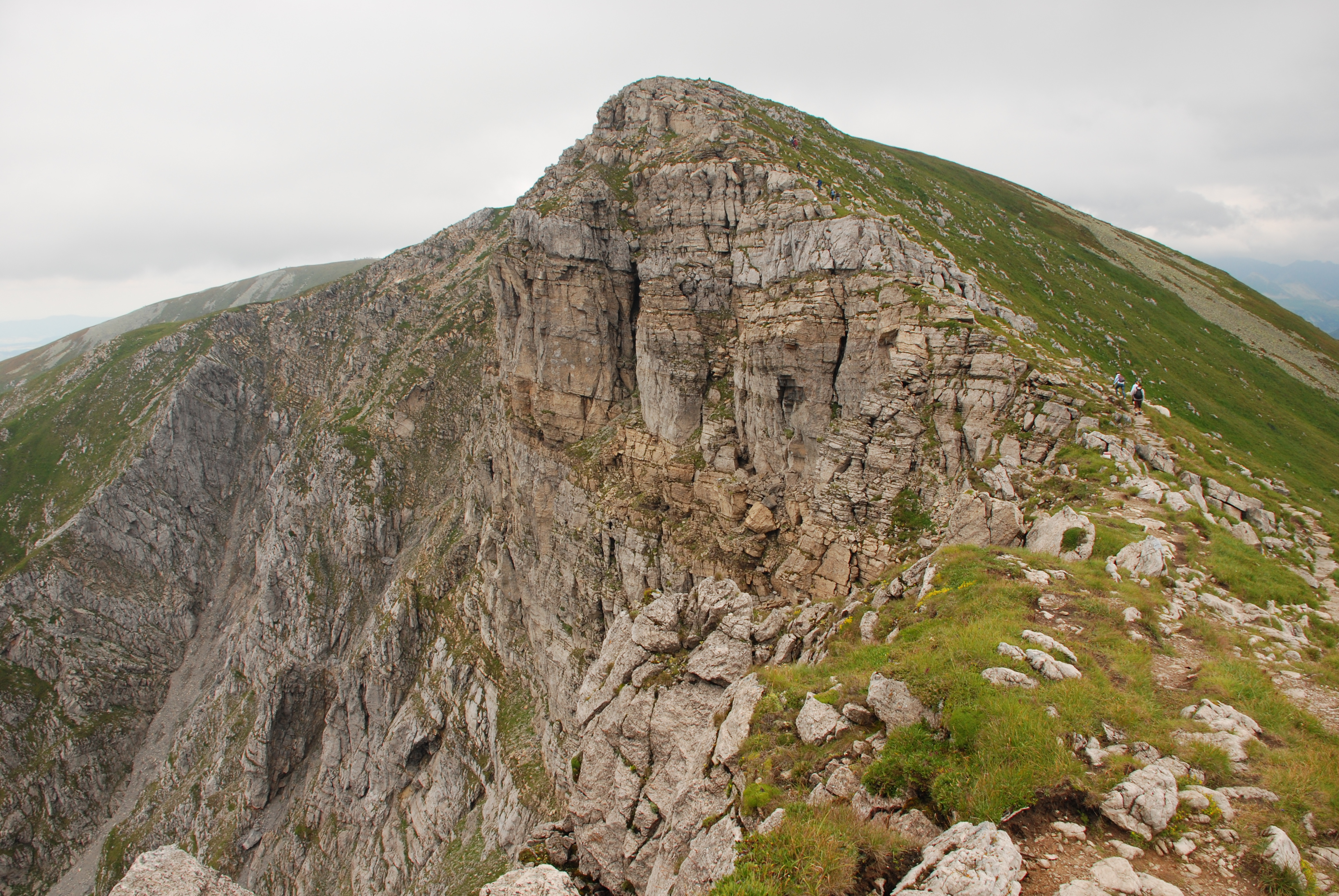
Ściana Krzesanicy opadająca do Doliny Mułowej

## Opis jaskini
Jaskinię stanowi szczelinowa studzienka, do której wchodzi się przez niewielki otwór wejściowy. Kończy się zawaliskiem.

## Przyroda
W jaskini brak jest nacieków. Ściany są suche, rosną na nich porosty i mchy.

## Historia odkryć
Jaskinia była prawdopodobnie znana od dawna. Pierwszy jej plan i opis sporządzili I. Luty i L. Młynarski w 1979 roku.